# Ефект переваги зображення

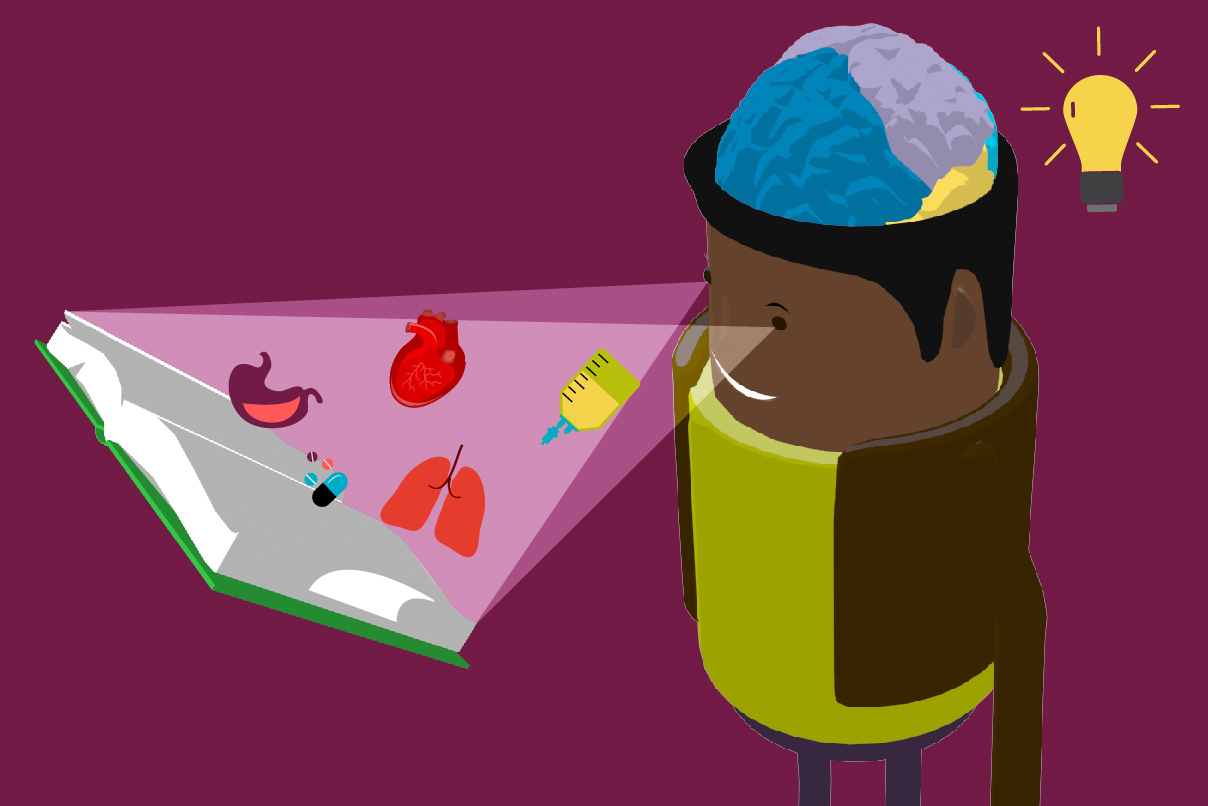
Ефект переваги зображення

Ефект переваги зображення — когнітивне упередження про те, що картинки та зображення запам'ятовуються з більшою ймовірністю, ніж слова. Цей ефект був продемонстрований у численних експериментах з використанням різних методів. Він заснований на уявленні про те, що «людська пам'ять є надзвичайно чутливою до символічної модальності уявлення інформації про події». Ефекту переваги зображення має різні пояснення і ще досліджується.

## Історія
Теорія подвійного кодування Аллана Пайвіо лежить в основі ефекту переваги зображення. Пайвіо стверджує, що зображення мають першість перед словами щодо кодування та пошуку збереженої пам'яті, оскільки картинки кодуються легше і їх можна отримати з символічного режиму, тоді як процес подвійного кодування з використанням слів є складнішим як для кодування, так і для пошуку. Іншим поясненням більшого запам'ятовування переваги зображення є більша знайомість або частота зображуваних об'єктів (Asch & Ebenholtz, 1962). Відповідно до теорії подвійного кодування (1971, 1986), пам'ять існує або вербально або через образи (або обидва). Конкретні концепції, представлені у вигляді картинок, закодовані в обидві системи; однак абстрактні поняття фіксуються лише усно. У психології ефект має значення для соціальної значимості в теорії атрибуції, а також евристиці доступності. Це також стосується реклами та дизайну інтерфейсу користувача.

## Суміжні теорії

### Пайвіо— Теорія подвійного кодування
Стимули зображення мають перевагу перед словами, оскільки подвійно закодовані; вони генерують словесний та образний код, тоді як словесні стимули генерують лише словесний. Рисунки, швидше за все, створять словесний ярлик, тоді як слова навряд чи відтворять мітки зображень.

### Сенсорно-семантична теорія Нельсона
Зображення мають дві переваги кодування перед словами. Картинки, в сприйнятті більше відрізняються один від одного, ніж слова, що збільшує їх шанси на пошук. У експериментах, коли подібність між зображеннями була високою, ефекту переваги зображення не було. Вважається також, що зображення оцінюють значення більш прямо, ніж слова. Рівні теорії обробки застосовуються, коли вислови та малюнки порівнюються за семантичними вказівками вивчення (оцінка приємності кожного елемента), запам'ятовування дуже схоже для зображень і слів, оскільки обидва були закодовані на більш глибоких рівнях.
Перевага зображення є результатом кращого кодування зображень над словами, що сприяє кращому запам'ятовуванню зображень.

### Теорія обробки Уелдона і Редігера
Більше перекриття обробки при дослідженні та тестуванні призводить до підвищення продуктивності. Пояснюється перевага зображення завдяки взаємодії кодування та пошуку. Якщо елементи кодуються під час семантичного завдання, продуктивність має бути вищою для тесту пам'яті, який спирається на концепції, пов'язані з елементами для пошуку, ніж тест, який покладається на ознаки сприйняття.

## Докази
Показано, що цей ефект спостерігається у завданнях на розпізнавання пам'яті, де предмети, які вивчаються у вигляді зображень, краще запам'ятовуються, ніж предмети, які вивчаються як слова, навіть якщо цілі представлені у вигляді слів на етапі тестування. Чи впливає ефект переваги зображення на процеси знайомства та/або пригадування (спогаду), згідно з моделями подвійних процесів, які, як вважають, лежать в основі пам'яті розпізнавання, не зрозуміло.
У експериментах з асоціативною пам'яттю розпізнавання учасники вивчали випадкові конкретні пари слів і пари лінійних малюнків. Під час тесту вони повинні були розрізняти неушкоджені та переставлені пари. Ефект переваги зображення продовжував виражати сильний ефект із більшою частотою попадань для неушкоджених пар зображень. Це також підтверджує теорії кодування.Більш новітні дослідження асоціативного розпізнавання показують, що семантичне значення зображень, які можна назвати, активується швидше, ніж слів, що дозволяє створювати більш значущі асоціації між елементами, зображеними у вигляді зображень.
Малюнки мають відмінні риси, які дозволяють відрізнити зображення від слів, і таке роспізнавання збільшує здатність пам'яті в порівнянні з вербальними сигналами (Jenkins, Neale & Deno, 1967). Ефект переваги зображень був також очевидний для запам'ятовування під час семантичного процесу (Childers & Houston, 1984). Більше того, зображення в парах або групах були краще організовані в нашій пам'яті, ніж слова, що призвело до переваги в пам'яті (Pavio & Csapo, 1973). Ефект переваги зображення також присутній у просторовій пам'яті, де місця розташування предметів і фотографій запам'ятовувалися краще, ніж розташування слів.

## Критика
Перевага малюнків над словами очевидна лише тоді, коли візуальна подібність є надійною ознакою; тому що для розуміння зображень потрібно більше часу, ніж слів (Snodgrass & McCullough, 1986). Малюнки перевершують лише слова для вивчення списків, тому що диференціація легша для зображень (Dominowski & Gadlin, 1968). У перевазі зворотного зображення було помічено, що навчання відбувалося набагато повільніше, коли відповіді були картинками (Postman, 1978). Слова викликали швидшу реакцію, ніж картинки, а зображення не мали переваг у легшому доступі до семантичної пам'яті чи кращому ефекті над словами для теорії подвійного кодування (Amrhein, McDaniel & Waddill 2002). Аналогічно, у дослідженнях, де були встановлені терміни відповіді, повідомлялося про ефект зворотної переваги. Це пов'язано з моделлю подвійного процесу знайомства та пригадування. Коли терміни для відповіді були короткі, був присутній процес знайомства, а також підвищена тенденція згадувати слова над картинками. Коли терміни відповіді були довшими, використовувався процес пригадування, і був присутній сильний ефект переваги зображення. Крім того, повідомлялося про еквівалентний час відповіді для зображень і слів для порівняння інтелекту (Paivio & Marschark, 1980). Всупереч припущенню, що зображення мають швидший доступ до того самого семантичного коду, ніж слова; вся семантична інформація зберігається в єдиній системі. Єдина відмінність полягає в тому, що зображення та слова мають доступ до різних ознак семантичного коду (te Linde, 1982).

## З віком
Протягом усього життя помітний поступовий розвиток ефекту переваги зображення. Деякі дослідження показали, що з віком він стає вираженішим, тоді як інші виявили, що цей ефект також спостерігається серед дітей молодшого віку (Whitehouse, Mayber, Durkin, 2006). Проте основним внеском у перевагу зображень у пам'яті розпізнавання серед дітей була фамільярність (Defeyter, Russo & McPartlin, 2009). У дитинстві, зокрема серед семирічних, ефект переваги картини менший, ніж в інших вікових групах. Це може бути пов'язано з відсутністю внутрішнього мовлення серед дітей молодшого віку, які підтримують теорію подвійного кодування Пайвіо. У здорових літніх людей ефект переваги зображення був більшим, ніж у молодших людей, у порівнянні з розпізнаванням слів, що було невигідно для літніх людей. У цьому відношенні літні люди можуть отримати користь від використання графічної інформації для збереження текстової інформації (Cherry et al., 2008). У той час як пам'ять на слова у людей похилого віку погіршується, зображення допомагають відновити їхню порушену пам'ять і правильно функціонувати (Ally et al., 2008). Крім того, літні люди продемонстрували такий самий рівень здатності ідентифікувати правильні предмети в порівнянні з молодими людьми, коли предмети супроводжувалися зображеннями (Smith, Hunt & Dunlap, 2015). У популяціях з хворобою Альцгеймера та іншими легкими когнітивними порушеннями ефект переваги картини залишається очевидним. Активність ефекту переваги зображення вказує на те, що пацієнти з легкими когнітивними порушеннями з амнезією використовували процеси пам'яті на основі лобової частки для підтримки успішного розпізнавання зображень, що було схоже на здорові контрольні особи, але не для слів.

## Застосування
Освіта (вивчення мов)учні можуть структурувати ментальну модель під час початкової обробки зображення, так що для обробки тексту не знадобиться подальша побудова моделі. Подання зображення перед текстом корисно для студентів з низькими попередніми знаннями (Eitel & Scheiter, 2015). Аналогічно, читання картинки перед обробкою текстової інформації покращує рівень розуміння студентами з низькими попередніми знаннями (Salmerón, Baccino, Cañas, Madrid, & Fajardo, 2009). Картинки можуть бути ефективнішими, ніж переклад слів для вивчення мови, коли люди не надто впевнені в мнемонічній силі зображень (Carpenter & Olson, 2011). Якщо вони надмірно самовпевнені, малюнки втрачають перевагу над словами.
Інформування про здоров'ядослідження Еллі, Голда та Бадсона (2009) підтверджує, що ефект переваги зображення спостерігався серед легкої форми хвороби Альцгеймера та легкого когнітивного порушення [Архівовано 4 листопада 2021 у Wayback Machine.] амнестичного типу. Картинки мають суттєвий позитивний вплив на чотири сфери спілкування: увагу, розуміння, пригадування та наміри/прихильність. Просвітницькі матеріали щодо здоров'я можуть отримати велику користь від додавання малюнків, оскільки зображення можуть бути особливо корисними для людей, які не мають навичок грамотності (Houts, C.Doak, L.Doak &Loscalzo, 2006). Ефект переваги зображень може бути реалізований при створенні матеріалів для спілкування про здоров'я, включення страхітливих або неприємних зображень призвело до покращення пам'яті розпізнавання в порівнянні зі станом без присутності зображення (Leshner, Vultee, Bolls & Moore, 2010).
РекламаПерсі і Россітер (1997, с. 295) стверджували: «Зображення є найважливішим структурним елементом журнальної реклами як для споживчої, так і для бізнесової аудиторії». Візуально оформлені повідомлення були ефективнішими за умови, коли аудиторія була менш мотивована і мала здатність семантично обробляти інформацію. Візуальна реклама вимагає меншого впливу, ніж вербальна, для ефекту довготривалої пам'яті (Childers & Houston, 1984). Імовірно, що графічний компонент в оголошенні буде розглядатися перед словами, і він створює очікування щодо вербального компонента оголошення (Houston, Childers & Heckler, 1987). Збільшення розміру зображень незалежно від рекламного вмісту покращить увагу до всієї реклами, оскільки зображення привертають значну увагу до базової лінії в рекламі (Pieters & Wedel, 2004).

## Напрямок майбутніх досліджень
- Клінічні умови для оцінки зображень для інформування про здоров'я (Houts, C.Doak, L.Doak &Loscalzo, 2006[29])
- Емпіричні дослідження щодо простоти зображення для кодування та декодування зображувальної інформації

## Цікаві факти
- Твіти (повідомлення у соціальній мережі Twitter) з прикріпленою картинкою отримує вдвічі більше уваги (ретвітів та цитувань), ніж ті, що містять лише текст.
- Презентації, в слайдах яких використовуються фотографії та інфографіки на 43 % переконливіші.
- Ефект стає сильнішим, коли на зображенні представленні конкретні, а не абстрактні об'єкти. Це причина, чому фраза «дім у вогні» сприймається легше, ніж «нескінченна довіра». Перша фраза створює образ у голові, в той час як друге залишається абстракцією.